# Délits flagrants
Pour l’article ayant un titre homophone, voir Délit flagrant.
Pour plus de détails, voir Fiche technique et Distribution.
Délits flagrants est un documentaire réalisé en 1994 par Raymond Depardon et tourné dans les bureaux de la 8e section du Palais de justice de Paris. À travers une longue série d'interrogatoires filmés en plan fixe, Raymond Depardon montre des prévenus d'actes de petite délinquance brutalement confrontés à la machine judiciaire.

## Synopsis
Deux détenus menottés, chacun accompagné d'un policier[réf. nécessaire] traversent les longs couloirs qui mènent de la Préfecture de police au Palais de Justice de Paris. Conformément à la procédure de flagrant délit, les personnes déférées sont ensuite interrogées par un substitut du procureur. À travers ces entretiens, la caméra de Depardon suit principalement les récits de quatorze personnes prévenues de vol, d'escroquerie ou d'agression. La suite de la procédure est également évoquée avec des séquences consacrées aux entretiens avec conseiller à la personne ou l'avocat commis d'office.

## Fiche technique
- Titre : Délits flagrants
- Réalisation : Raymond Depardon
- Production : Pascale Dauman
- Photographie : Nathalie Crédou
- Son : Dominique Hennequin, Claudine Nougaret et Sophie Chiabaud
- Montage : Camille Cotte, Roger Ikhlef et Georges-Henri Mauchant
- Sociétés de production : La Sept Cinéma et Double D Copyright Films
- Genre : documentaire
- Pays d'origine :  France
- Langue : français
- Durée : 109 minutes
- Format : couleur - Dolby - 1.85 : 1 - 35 mm
- Date de sortie : France : 12 octobre 1994

## Distribution
Dans leurs propres rôles:
- Les substituts : Michèle Bernard-Requin, Marc Pietton et Gino Necchi de la 8e section
- Les avocats : Bruce Aoudaï et Pierre-Olivier Sur
- La psychologue : Charlotte de S

## Autour du film
Délits flagrants est le premier documentaire tourné dans l'enceinte du Palais de Justice de Paris. C'est l'occasion pour Raymond Depardon de montrer donc le fonctionnement de la justice au quotidien.  
« Il y a des histoires que la fiction ne peut rendre », dit Raymond Depardon à propos de Délits flagrants. Ce documentaire s'inscrit dans la lignée du nouveau cinéma direct américain de Richard Leacock, Robert Drew, Alan Pennebaker et Frederick Wiseman. Sans intervention du réalisateur, avec peu ou pas de voix off et mettant en avant le son direct, ce cinéma privilégie la parole des personnes filmées.

## Distinctions
- Raymond Depardon obtient en 1995 le César du meilleur film documentaire pour Délits Flagrants[2].